# Liparis chapaensis
Liparis chapaensis är en orkidéart som beskrevs av François Gagnepain. Liparis chapaensis ingår i släktet gulyxnen, och familjen orkidéer. Inga underarter finns listade i Catalogue of Life.